# Западный Харроу (станция метро)
«Западный Харроу» (англ. West Harrow) — станция лондонского метро. Расположена между станциями «Рейнерс-лэйн» и «Харроу-он-зе-Хилл» линии Метрополитен (ветка на «Аксбридж»). 

## История
Движение по линии Метрополитен было открыто 4 июля 1904 года. Станция «Западный Харроу» с деревянными платформами начала работу 17 ноября 1913 года. В 1928—1929 годах станция была реконструирована. Её платформы были удлинены таким образом, чтобы возможно было принять составы из восьми вагонов. Навесы увеличили, в верхней части построили зал ожидания, в нижней — укрытие для пассажиров.

## Описание
На станции останавливаются поезда линии Метрополитен. «Западный Харроу» является единственной станцией ветки на «Аксбридж», которая обслуживается исключительно компанией Metropolitan. Она одна из немногих станций метро Лондона без турникетов на одном из входов. Поэтому пассажиры, направляющиеся в сторону Аксбриджа, могут пройти на платформу, не преодолевая турникетов. Относится к 5 тарифной зоне.

## Иллюстрации

Станция «Западный Харроу»
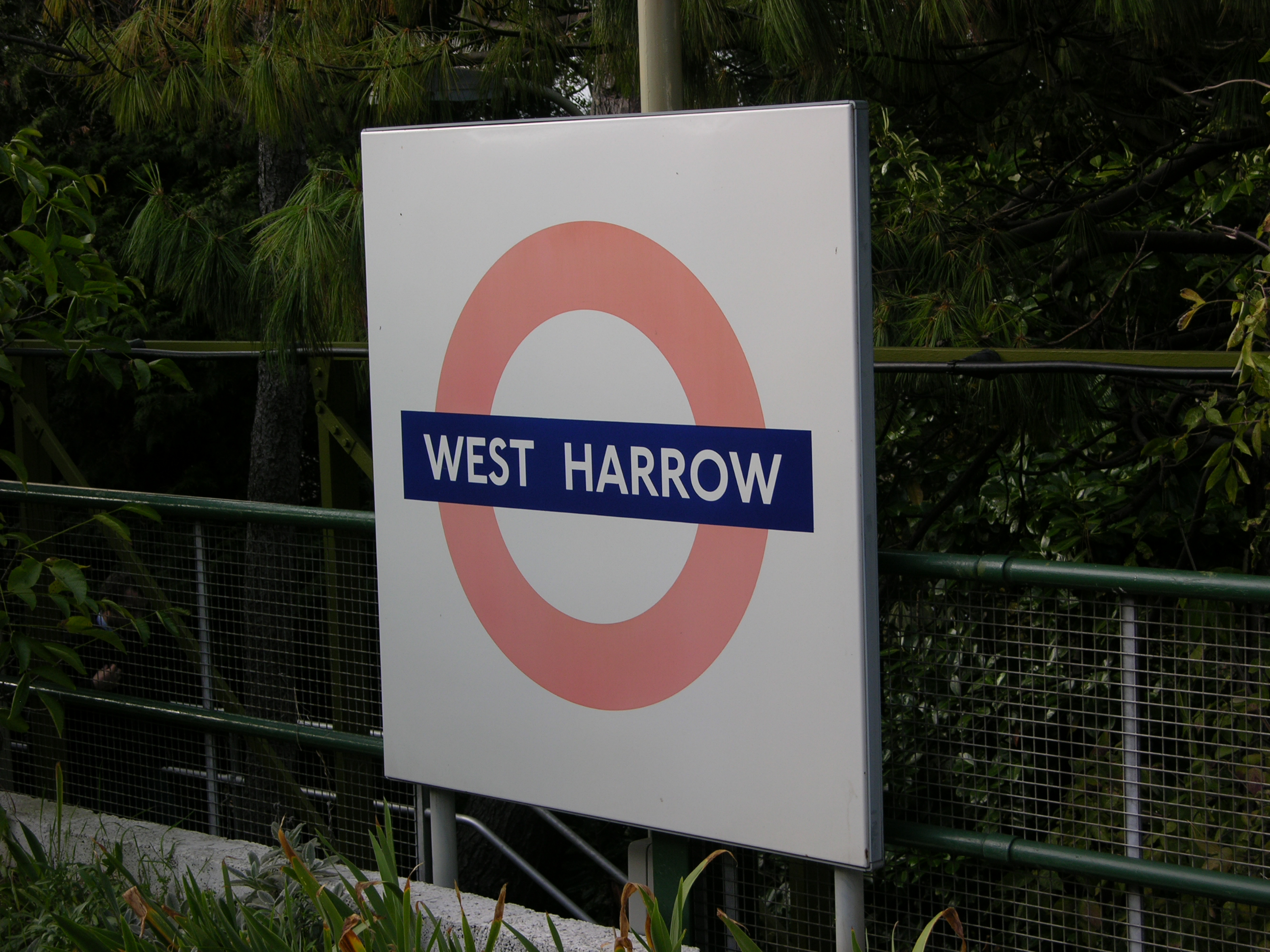
Рондель станции
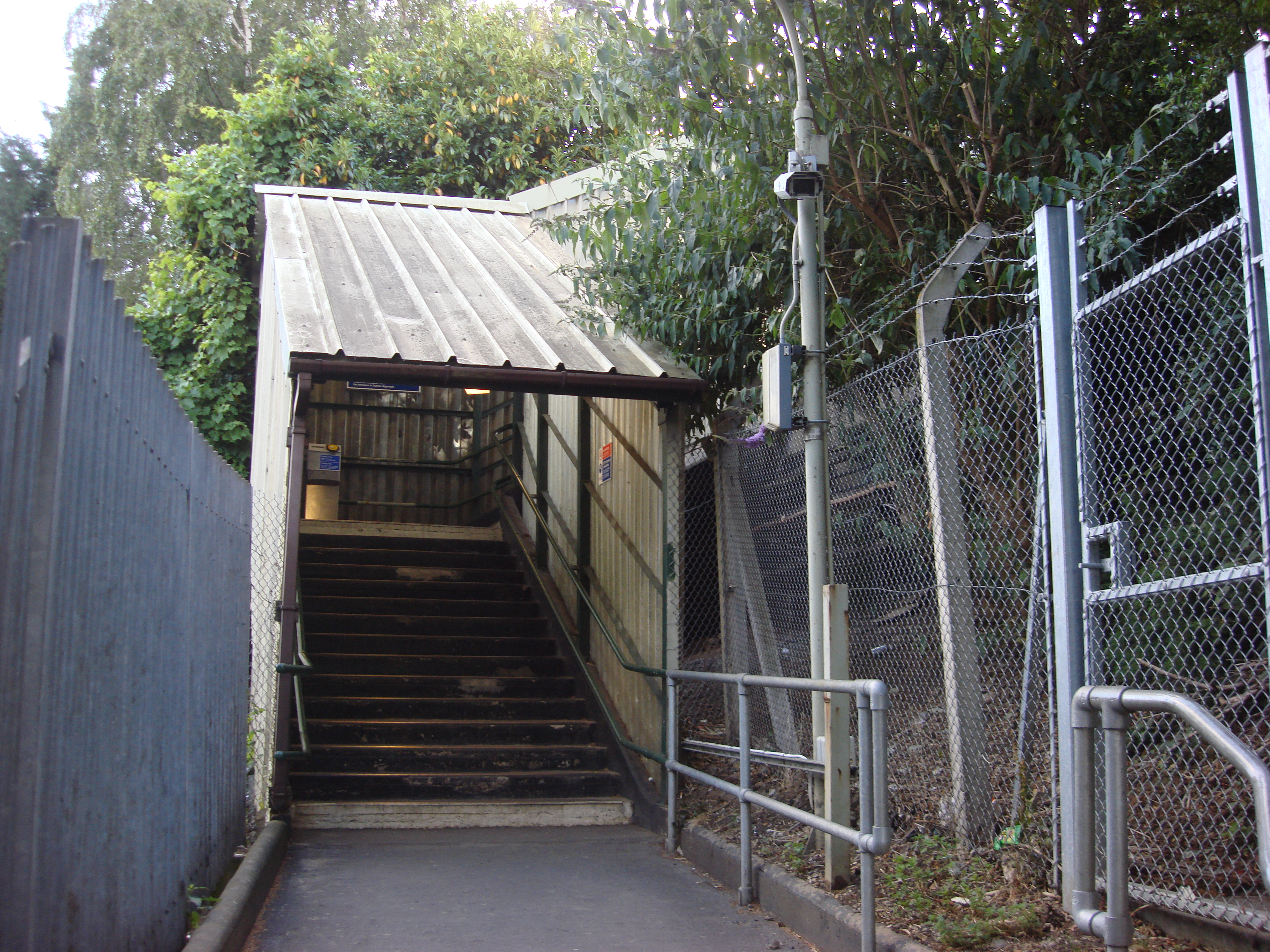
Вход на платформу в сторону Аксбриджа
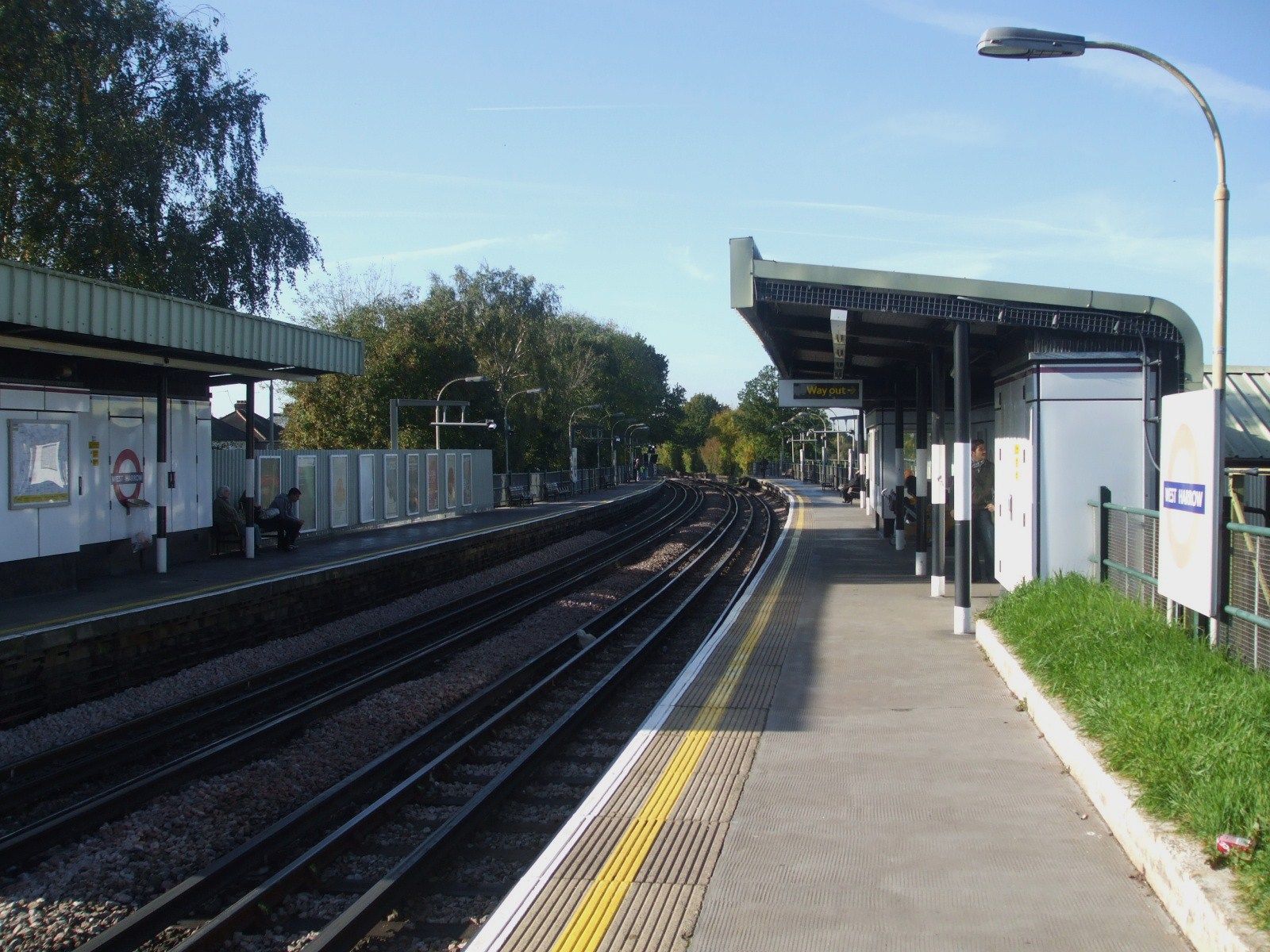
Платформа
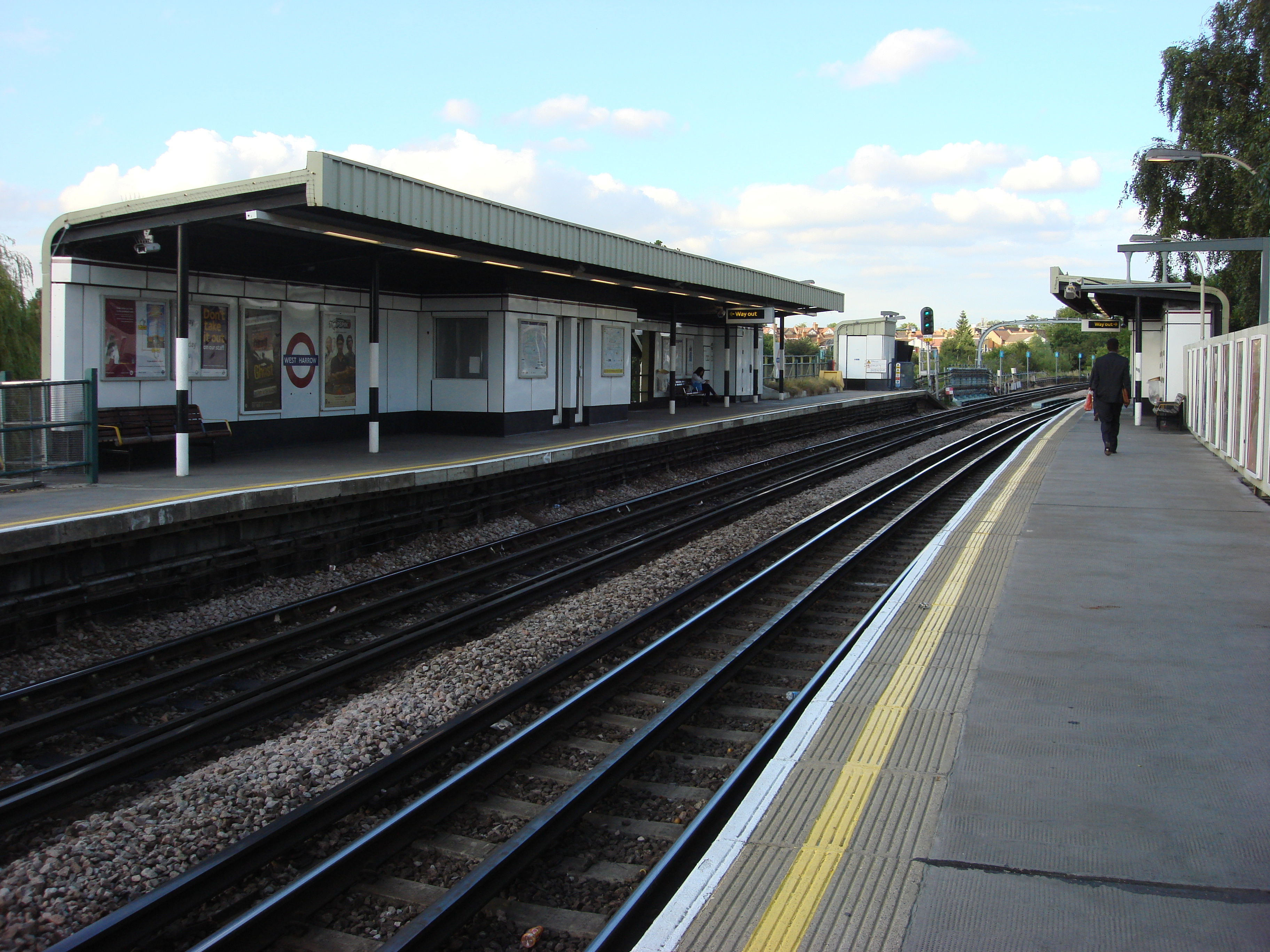
Платформа